# 佐川二郎
佐川 二郎（さがわ じろう、1930年3月4日 - ）は、千葉県出身の俳優。本名は宮本 美夫。元海軍飛行予科練習生。

## 人物
漁業、農業、製麺、畳屋などの職業を経て、1956年に横浜市の俳優養成所の研究生となる。1958年より東映東京撮影所へ入社。
1967年にTBSで放映された東映制作の特撮ドラマ『キャプテンウルトラ』では、主人公を助けるロボットのハックの役でレギュラー出演。スーツアクターと声を演じた。
1986年 - 1987年にフジテレビで放映された『スケバン刑事III 少女忍法帖伝奇』には、ドラマ後半の重要人物である果心居士の役で出演。巨大化した姿でスケバン刑事の麻宮サキと対決した（声は飯塚昭三が吹き替え）。この時は特撮雑誌に、メーキャップ前とメーキャップ後の写真が紹介されたほか、ロボットのハックを演じた時のスチール写真も披露された。

## 出演

### 映画
- 任侠男一匹（1965年） - 植木照吉
- 昭和残侠伝 唐獅子牡丹（1966年） - 労働者
- ゴキブリ部隊（1966年） - 警官
- 網走番外地 荒野の対決（1966年） - 牧童
- 三等兵親分（1966年） - 古兵
- 昭和残侠伝 一匹狼（1966年） - 加藤
- 男度胸で勝負する（1966年） - 多賀屋一家の売人
- ボスは俺の拳銃で（1966年） - 榎本の子分
- 網走番外地 吹雪の斗争（1967年）
- 陸軍諜報33（1968年） - 憲兵隊の受付
- 超高層のあけぼの（1969年）
- 日本暴力団 組長と刺客（1969年） - 井垣
- 新網走番外地 さいはての流れ者（1969年） - 良作
- 不良番長 王手飛車（1970年） - セールスマン
- 昭和残侠伝 死んで貰います（1970年） - 賭け場の客
- やくざ刑事 マリファナ密売組織（1970年）
- 現代やくざ 盃返します（1971年）
- 暴力団再武装（1971年） - アンコ
- 博徒斬り込み隊（1971年）
- 昭和残侠伝 吼えろ唐獅子（1971年） - 古野今朝次
- 新網走番外地 吹雪の大脱走（1971年） - 囚人
- ギャング対ギャング 赤と黒のブルース（1972年） - 駐南場係員
- 女囚さそりシリーズ
  - 女囚701号/さそり（1972年） - 看守
  - 女囚さそり 第41雑居房（1972年）
  - 女囚さそり けもの部屋（1973年）
- 人斬り与太 狂犬三兄弟（1972年）
- やくざと抗争（1972年） - 坂本
- 実録 私設銀座警察（1973年）
- ネオンくらげ 新宿花電車（1973年） - 屋台の客
- セミドキュメント 金髪狩り（1974年）
- セミドキュメント (秘)パンマ（1974年） - 客
- セミドキュメント 未亡人下宿（1974年） - カツの死んだ亭主
- 少林寺拳法（1975年）
- 仁義の墓場（1975年）
- 若い貴族たち 13階段のマキ（1975年） - 刺青師
- 大脱獄（1975年） - 炭焼きの男
- 新幹線大爆破（1975年） - 荷物預所の係員
- トラック野郎シリーズ
  - トラック野郎・御意見無用（1975年） - 運転手 ※ノンクレジット
  - トラック野郎・望郷一番星（1976年） - 運転手 ※ノンクレジット
  - トラック野郎・度胸一番星（1977年） - 警官 ※ノンクレジット
  - トラック野郎・男一匹桃次郎（1977年） - 世話人 ※ノンクレジット
  - トラック野郎・一番星北へ帰る（1978年） - 港の係員 ※ノンクレジット
  - トラック野郎・熱風5000キロ（1979年） - 上松運転手
  - トラック野郎・故郷特急便（1979年） - 運転手、キャバレーの客 [2役] ※ノンクレジット
- 当り屋強カン魔（1975年）
- 実録三億円事件 時効成立（1975年） - 刑事
- 東京ディープスロート夫人（1975年） - 鉄道公安員
- 女高生・OL・人妻 素人売春の穴場（1976年）
- 暴力教室（1976年）
- 安藤昇のわが逃亡とSEXの記録（1976年） - 刑事
- 狭山裁判（1976年） - 吉野
- 河内のオッサンの唄（1976年） - 松原の住人
- 河内のオッサンの唄 よう来たのワレ（1976年） - 河内の住人
- 野性の証明（1978年） - 宮野署の刑事
- 悪魔が来りて笛を吹く（1979年） - 鑑識係
- 白昼の死角（1979年） - 刑事
- 変装色魔（1979年）
- 動乱（1980年） - 女衒
- 若妻24時間暴行（1980年）
- さらば、わが友 実録大物死刑囚たち（1980年） - 看守
- ダンプ渡り鳥（1981年） - カメ
- 野菊の墓（1981年） - 渡しの船頭
- 悪女かまきり（1983年） - 真沙子の父親
- 白蛇抄（1983年） - 遺族
- 天国の駅 HEAVEN STATION（1984年） - 大内
- 麻雀放浪記（1984年） - モンペの老人
- 玄海つれづれ節（1986年） - バタバタ横丁の住人

### テレビドラマ
NHK
- 大河ドラマ
  - 春の波涛（1985年） - 車夫
  - 翔ぶが如く（1990年） - 百姓
- 続・イキのいい奴（1988年）
- 連続テレビ小説 / 君の名は（1991年）

NTV
- 特命刑事（1980年）
- 恐怖! パニック!! 人喰熊 史上最大の惨劇 羆嵐（1980年）
- 星雲仮面マシンマン（1984年） - 作業員
- 赤い夕日の大地で（1987年）
- 銭形平次 (風間杜夫)（1987年）
- 火曜サスペンス劇場
  - 女弁護士・高林鮎子5（1989年）
  - 結婚指輪（1990年）
  - 女動物医事件簿3（1991年）
- 交通刑務所の朝（1989年）

TBS
- キャプテンウルトラ（1967年） - ハック ※スーツアクターと声を兼任
- キイハンター
  - 第34話「墓を掘る殺し屋たち」（1968年）
  - 第171話「お化け怪獣大戦争」（1971年）
  - 第261話「魔女と黒猫が踊る夜」（1973年）
- アイフル大作戦（1974年）
- バーディー大作戦（1974年）
- Gメン'75
  - 第20話「背番号3長島対Gメン」（1975年）
  - 第24話「二人組警官ギャング」（1975年） - パチンコ屋店長
  - 第35話「豚箱の中の刑事」（1976年） - 工事現場の男
  - 第43話「刑法第十一条 絞首刑」（1976年） - 関東刑務所刑務官
  - 第45話「警視庁広域手配N0.307」（1976年）
  - 第46話「白バイ警官連続射殺事件」（1976年）
  - 第48話「刑事・その恩師の殺意」（1976年）
  - 第53話「殺人ドライブの謎」（1976年）
  - 第56話「魚の眼の恐怖」（1976年） - 埼玉県熊谷郊外の警察官
  - 第57話「刑法第十一条・絞首刑、その後」（1976年） - 関東刑務所刑務官
  - 第59話「東京－沖縄　縦断捜査網」（1976年）
  - 第62話「深夜放送ジャック」（1976年） - ヌードスタジオの客
  - 第64話「逃亡刑事」（1976年） - 辻堂署刑事課刑事
  - 第68話「小菅一丁目三五番地　東京拘置所」（1976年） - 刑事
  - 第69話「ヒキ逃げ白バイ警官」（1976年） - 看守（警視庁本部留置管理課）
  - 第70話「ルンペン銀行襲撃事件」（1976年） - ホームレス
  - 第73話「バカ! 大人のバカ!!」（1976年） - 鑑識課員
  - 第75話「刑事を捨てた刑事」（1976年） - 警視庁本部内の警官
  - 第93話「29の死神の手紙」（1977年）
  - 第102話「思春期病棟」（1977年） - 中原署看守係
  - 第104話「77.5.14 津坂刑事殉職」（1977年）※出演シーンカット
  - 第109話「新東京国際空港の悪霊」（1977年） - マンション管理人
  - 第113話「ガンを宣告された刑事」（1977年） - 関東拘置所看守
  - 第116話「エクソシスト殺人事件」（1977年） - 福島県警警官
  - 第120話「覗かれた女の部屋」（1977年）
  - 第122話「18才 ひと夏の経験」（1977年） - 恐喝被害者
  - 第125話「ウソ発見器」（1977年） - 所轄署看守係
  - 第131話「少女餓死」（1977年）
  - 第134話「移動交番爆破事件」（1977年） - 作業員宿舎の男
  - 第136話「'Xマスイブ 21時のトリック」（1977年）※出演シーンカット
  - 第137話「'78新春大脱獄!」（1978年） - 関東拘置所看守
  - 第138話「復顔術」（1978年） - ラーメン屋の出前
  - 第149話「結婚式の夜の出来事」（1978年） - 廃品回収業者
  - 第158話「警官だけを殺せ!」（1978年）※出演シーンカット
  - 第159話「刑事が銃殺されるとき」（1978年）※出演シーンカット
  - 第165話「ジープに乗った悪魔」（1978年） - 大東火薬工場警備員
  - 第169話「深夜バスの乗客大量殺人事件」（1978年） - 警官
  - 第182話「赤ちゃん盗難事件」（1978年） - 交番の警官
  - 第185話「津軽海峡を渡る片足の男」（1978年） - 函館西署捜査員
  - 第187話「爆弾を持ったサンタクロース」（1978年）
  - 第198話「パレットナイフの殺人」（1979年） - ハンター
  - 第210話「出刃包丁を持った男」（1979年） - 捜査員
  - 第258話「大空港の逃亡者」（1980年） - 空港駐車場の係員
- 大鉄人17（1977年）
  - 第1話「謎の鋼鉄巨人」 - 村人
  - 第27話「なぞのコンコルド 父ちゃんのうそつき」 - 明の父
- 新幹線物語'93夏（1993年）

MBS
- 仮面ライダーシリーズ
  - 仮面ライダー 第62話「怪人ハリネズラス 殺人どくろ作戦」（1972年） - 漁師
  - 仮面ライダーアマゾン 第12話「見た! ゲドンの獣人改造室!!」（1975年） - 刑事 ※ノンクレジット
  - 仮面ライダー (スカイライダー) 第36話「急げ一文字隼人! 樹にされる人々を救え!!」、第37話「百鬼村の怪! 洋も樹にされるのか?」（1980年） - 村人
  - 仮面ライダースーパー1
    - 第3話「行け! 地の果て ドグマの黄金郷」（1980年） - 捕虜
    - 第18話「ファイブ・ハンドチェンジ不能!!」（1981年） - 作業員

  - 仮面ライダーBLACK（1987年）
    - 第1話「BLACK!! 変身」
    - 第5話「迷路を走る光太郎」 - 村人
- 幡随院長兵衛お待ちなせえ（1974年）
- 森村誠一シリーズ・人間の証明（1978年）

CX
- 騎馬奉行
  - 第8話「処女の背中に彫った秘密」（1979年）
  - 第17話「大泥棒赤猫の伊平」（1980年）
  - 第23話「悲願! 野菜の直か売り」（1980年）
- ぬかるみの女（1980年）
- 東映不思議コメディーシリーズ
  - バッテンロボ丸 第31話「どうなる?! 恋の三角関係」（1983年） - 農家のおじさん
  - 有言実行三姉妹シュシュトリアン 第41話「消えた十二支」、第42話「シュシュトリアン 最後の闘い!」（1993年） - 羊（十二支）
- 時代劇スペシャル 子連れ狼（1984年）
- 金曜女のドラマスペシャル 愛の終着駅（1984年）
- TVオバケてれもんじゃ 第6話「恐怖の音声多重 総天然色カラーボーイ」（1985年） - 死体
- スケバン刑事III 少女忍法帖伝奇（1986年 - 1987年） - 果心居士

NET・ANB
- 風来物語（1964年）
- 悪魔くん（1966年）
  - 第5話「ペロリゴン」 - トラック運転手
  - 第7話「魔の谷」
- 特別機動捜査隊
  - 第287話「夕陽の町」（1967年）
  - 第345話「濁った大都会の天使」（1968年）
- 忍者ハットリくん+忍者怪獣ジッポウ（1967年）
  - 第14話「天下の名馬は流石でござる」 - ヤブタの手下
  - 第18話「ジッポウの病気は特大でござる」 - 警官
- ジャイアントロボ（1968年）※ノンクレジット
  - 第24話「細菌虫ヒドラゾーン」 - ユニコーン機関員
  - 第25話「宇宙吸血鬼」 - 村人
- 河童の三平 妖怪大作戦
  - 第2話「人喰いマンション」（1968年） - 野次馬
  - 第16話「妖怪血ぞめの蝙蝠」（1969年） - 町人
  - 第20話「怪妖盲魔」（1969年） - 食堂の客 ※ノンクレジット
- キカイダー01 第17話「大巨篇!! 恐怖の巨人デビル始動」（1973年） - 警官（ハカイダー人間態）
- イナズマン 第12話「母の仇バンバ対イナズマン」（1973年） - 新人類帝国囚人
- 旗本退屈男（1974年）
- がんばれ!!ロボコン
  - 第10話「ハッピピ! ママさんの誕生日」（1974年） - 作業員
  - 第14話「ガッツラコ! 天まであがれロボ根性」（1975年） - 獅子舞のメンバー
  - 第35話「エホホン我輩は天才である」（1975年） - 作業員
  - 第54話「キタリコン! ロボコン北海道へ行く!」（1975年） - 郵便配達夫
  - 第75話「パラリンコ!!ロボペケがんばる」（1976年） - ガソリンスタンドの客
  - 第118話「メデタリヤ! ロボコン村は花ざかり」（1977年） - 作業員
- 正義のシンボル コンドールマン（1975年）
  - 第4話「輝け! ゴールデンコンドル」 - 米屋の主人
  - 第9話「恐怖の吐かせ屋!」、第10話「海の罠・魔界島」 - 市民
- ザ★ゴリラ7（1975年）
- 敬礼!さわやかさん（1975年）
- 大非常線 第2話「誘拐プロフェッショナル」（1976年）
- ザ・カゲスター（1976年）
  - 第13話「ドクターサタンの世界征服作戦!!」 - 記者
  - 第17話「恐怖の殺人鬼 ハエドブラ作戦!」 - 食堂の客
- 特捜最前線
  - 第2話「故郷へ愛をこめて」（1977年）
  - 第12話「地獄に墜ちる愛」（1977年）
  - 第26話「娘よ! 父の罪を赦せ」（1977年）
  - 第32話「殉職・涙と怒りの花一輪」（1977年）
  - 第36話「傷痕・夜明けに叫ぶ男」（1977年）
  - 第40話「初指令・北北東へ急行せよ!」（1978年）
  - 第50話「兇弾・神代夏子死す!」（1978年）
  - 第58話「緊急手配・悪女からのリクエスト!」（1978年）
  - 第71話「恐怖のタクシードライバー!」（1978年）
  - 第75話「面影・密告してきた女!」（1978年）
  - 第86話「死んだ男の赤トンボ!」（1978年）
  - 第111話「ラジオカセットのある殺人風景!」（1979年）
  - 第118話「子供の消えた十字路」（1979年）
  - 第162話「窓際警視の靴が泣く!」（1980年）
  - 第168話「亡霊・顔のない女!」（1980年）
  - 第198話「レイプ・似顔絵を描く女!」（1981年）
  - 第208話「フォーク連続殺人の謎!」（1981年）
  - 第233話「判決・横須賀ドブ板通り!」（1981年）
  - 第244話「消えた聖女・恐怖の48時間!」（1982年）
  - 第252話「或る挑戦!」（1982年）
  - 第257話「母……」（1982年）
  - 第263話「痴漢になった老刑事!」（1982年）
  - 第283話「或る疑惑!」（1982年）
  - 第295話「モーニングサービスの謎!」（1983年）
  - 第303話「20歳のイルミネーション!」（1983年）
  - 第308話「いつか逢った悪女!」（1983年）
  - 第313話「父と子のブルートレイン!」（1983年）
  - 第328話「カラスと呼ばれた女!」（1983年）
  - 第333話「一円玉の詩!」（1983年）
  - 第362話「疑惑II 女捜査官の追跡!」（1984年）
  - 第374話「真夜中の殺人エレベーター!」（1984年）
  - 第384話「偽装結婚・マトリョーシカを持つ女!」（1984年）
  - 第388話「老刑事と5号室の女!」（1984年）
  - 第414話「喫茶店ジャック 25時の謎!」（1985年）
  - 第427話「複数誘拐・子供たちは何処へ!」（1985年）
  - 第439話「愛を撃つ女・暴かれた裏切りのレイプ!」（1985年）
  - 第444話「原宿スクランブル・泣いた放火魔!」（1985年）
  - 第454話「フラッシュバック! 通り魔を殺した女」（1986年）
  - 第475話「単身赴任誘拐事件・窓際族の身代金!」（1986年）
  - 第493話「二人の女・重複した殺意!」（1986年）
  - 第505話「地上げ屋殺し」（1987年）
- ロボット110番（1977年）
  - 第2話「天使のような誘拐魔」 - 作業員
  - 第23話「五円玉の幸福」 - 宅配業者
  - 第35話「人さわがせな大冒険」 - 父親
- スーパー戦隊シリーズ
  - バトルフィーバーJ（1979年）
    - 第8話「鉄腕エースの謎」 - 父親
    - 第17話「怪物マシンを奪え」 - 屋台の親父（青スジ怪人人間態）
    - 第25話「撮影所は怪奇魔境」 - 父親
    - 第35話「腹ペコ大パニック」 - 八百屋

  - 電子戦隊デンジマン（1980年）
    - 第1話「超要塞へ急行せよ」 - 作業員
    - 第33話「吸血楽器レッスン」 - 修理工

  - 大戦隊ゴーグルファイブ 第43話「死闘! 小判争奪戦」（1982年）
  - 超電子バイオマン 第27話「クモ地獄の女戦士」（1984年） - 村人
  - 電撃戦隊チェンジマン 第30話「走れ! ペガサス」（1985年） - 乗馬倶楽部の係員
  - 恐竜戦隊ジュウレンジャー 第9話「走れタマゴ王子」（1992年） - 長老
- 爆走! ドーベルマン刑事（1980年）
- 土曜ワイド劇場
  - 西村京太郎トラベルミステリー
    - 第1作「終着駅殺人事件」（1981年）
    - 第13作「日本海殺人ルート」（1988年）
- メタルヒーローシリーズ
  - 宇宙刑事ギャバン（1982年）
    - 第27話「先生たちが変だ! 学校は怪奇がいっぱい」 - 教師
    - 第36話「恨みのロードショー 撮影所は魔空空間」 - 警備員

  - 宇宙刑事シャリバン
    - 第8話「泥の河は甦える カムバック サーモン」（1983年） - 父親
    - 第32話「幻夢じかけのオレンジと子守唄!」（1983年）

  - 巨獣特捜ジャスピオン（1985年） - 村人
  - 時空戦士スピルバン（1986年）
  - 特警ウインスペクター 第8話「脱線! 親子救急隊」（1990年） - 依頼人
  - 特捜エクシードラフト 第49話「さらば特捜警察」（1993年） - 屋台の親父
- はぐれ刑事純情派
  - PART4（1991年）
  - PART7（1994年）
- さすらい刑事旅情編
  - PART4（1991年）
  - PART5（1992年）

12ch・TX
- プレイガールシリーズ
  - プレイガール
    - 第10話「女心に手錠をかけて」（1969年）
    - 第23話「くれない追撃作戦」（1969年）
    - 第51話「女は体で勝負する」（1970年）
    - 第66話「女は濡れ場で強くなる」（1970年）
    - 第79話「スリラー 浴室の死美人」（1970年）
    - 第93話「死んで肌身が咲くものか」（1971年）
    - 第150話「女のあらくれ」（1972年）
    - 第170話「女は妖しく勝負する」（1972年）
    - 第262話「金があれば年の差なんて!」（1974年）

  - プレイガールQ
    - 第20話「モデル売春殺人事件」（1975年） - 刑事
    - 第66話「人妻売春組織」（1976年） - 毎朝新聞の勧誘員
- ぐるぐるメダマン（1976年）
  - 第5話「ミーラ男がお父さんだって!?」 - 酔っ払い
  - 第10話「猫がお金を食べちゃった!!」 - ネコマタ
- 快傑ズバット 第4話「涙の敵中突破」（1977年） - 村人
- スパイダーマン
  - 第28話「駅前横町の少年探偵団」（1978年） - 横丁の住人
  - 第36話「たまねぎ鉄仮面と少年探偵団」（1979年） - 亀田刑事
- 歴史サスペンス 隠密・奥の細道（1989年）
- 月曜・女のサスペンス 鎖の女（1990年）

## 著書
- がまんして聞いておわりまで 湯治場異聞（2006年、近代文藝社）